# Geabsorbeerde dosis
De geabsorbeerde dosis is een maat van energie die straling in een medium achterlaat. Het is gelijk aan de energie per eenheid massa, en heeft zo de eenheid J/kg, die de naam gray (Gy) heeft gekregen. Het is te berekenen met de volgende formule:
{\displaystyle D={\frac {E}{m}}}
De geabsorbeerde dosis is evenwel geen goede indicator voor het biologische effect. 1 Gy alfastraling is biologisch veel schadelijker dan 1 Gy fotonenstraling. 